# Hüttenheim 4

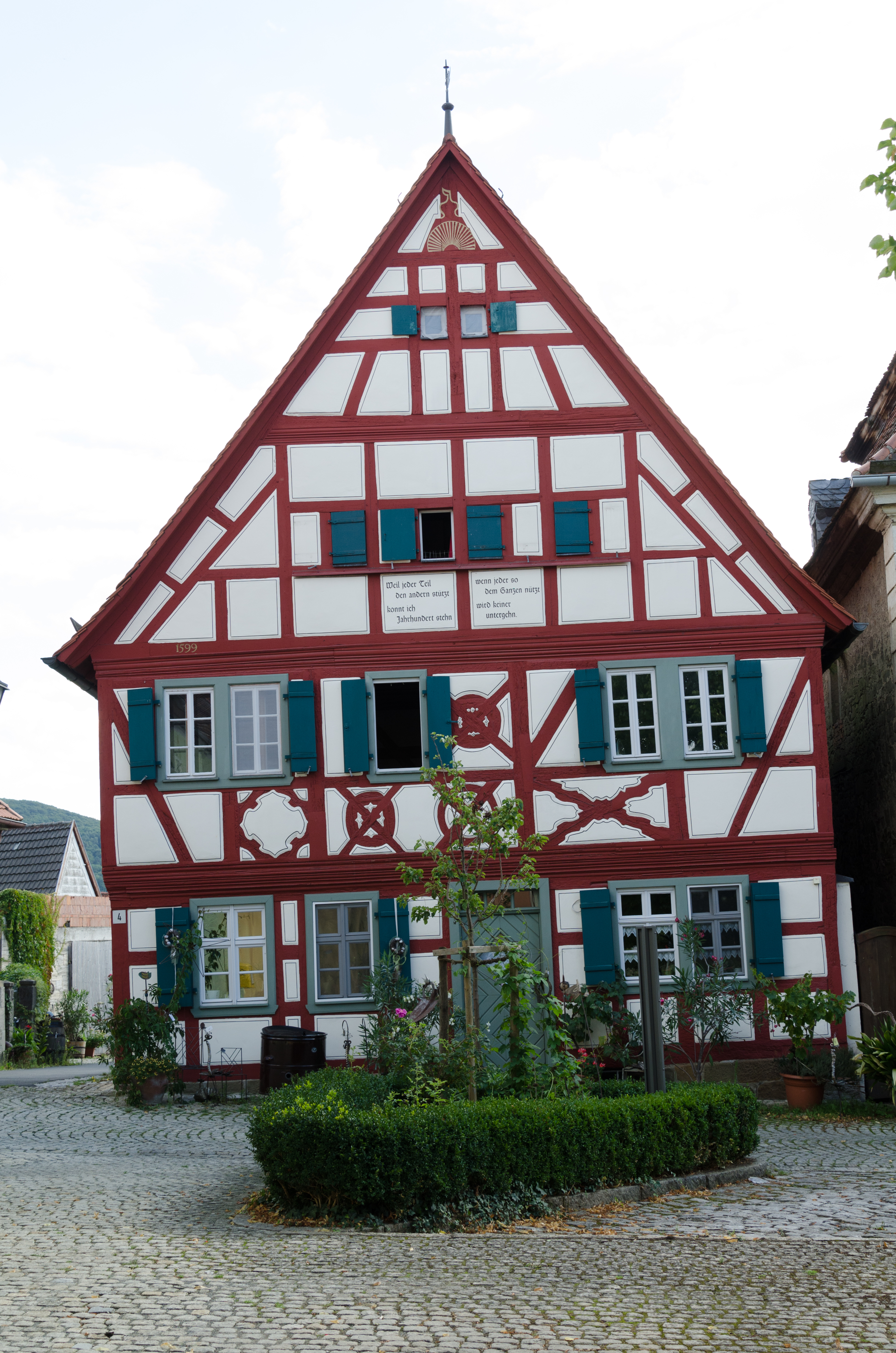
Das Haus Hüttenheim 4

Das Haus Hüttenheim 4 (bis nach 1996 Hüttenheim 96) ist ein denkmalgeschütztes Gebäude im Willanzheimer Ortsteil Hüttenheim in Bayern im unterfränkischen Landkreis Kitzingen.

## Geschichte
Das Haus Hüttenheim 4 entstand bereits zu Beginn des 17. Jahrhunderts, es wird auf die Zeit um 1610 datiert. Das Dorf erlebte in diesen Jahren eine große Umwälzung hinsichtlich seiner Grundherrenstruktur. Fortan war die Dorfherrschaft zwischen den Herren von Schwarzenberg und den Würzburger Fürstbischöfen aufgeteilt. Allerdings war das Grundstück am südlichen Dorfplatz nach wie vor dem Zisterzienserkloster Ebrach im Steigerwald lehenspflichtig.
Erstmals urkundlich erwähnt wurde der Hof erst im Jahr 1714 im Ebracher Lehenbuch. Zwischen 1713 und 1721 war Michel Eyrich Inhaber der Hofstelle. In der Folgezeit gab es einige Besitzerwechsel und das Haus stand mehrere Jahrzehnte leer. Um 1795 wurde es wohl umgebaut, damals besaß Jakob Seemann das Anwesen. 1809 erwarb es der schwarzenbergische Forstmeister Friedel.
Friedel tauschte das Haus noch im selben Jahr gegen das Haus Hüttenheim 117 (alte Zählung), heutige Hausnummer 168. Neuer Besitzer war der Bauer Paul Rabenstein. Zur Hofstelle gehörten mehrere Hektar Grundbesitz, darunter waren auch Weinberge. Bei einer umfassenden Renovierung in den 1990er Jahren musste insbesondere die dem Platz abgewandte Südseite erneuert werden. Das Haus wird vom Bayerischen Landesamt für Denkmalpflege als Baudenkmal eingeordnet.

## Beschreibung
Das Haus entstand als giebelständiger Bau an exponierter Stelle im Hüttenheimer Ortskern. Es präsentiert sich als zweigeschossiges Wohnstallhaus, das in Fachwerkbauweise errichtet wurde. Lediglich einige Außenwände entstanden aus Sandstein- bzw. Bruchsteinmauerwerk. Es ist teilunterkellert und schließt mit einem Satteldach ab. Die Anordnung der Räume im Inneren macht eine repräsentative Nutzung in der Vergangenheit plausibel.
Das Fachwerk ist uneinheitlich gestaltet, was auf mehrere Bauphasen hinweist. Älteste Elemente aus dem 17. Jahrhundert sind die Zierformen des Fachwerks am Nordgiebel. Unter anderem sind hier geschweifte und genaste Andreaskreuze zu finden. Jünger ist der Südgiebel, der erst am Ende des 18. Jahrhunderts entstand. Um 1950 nahm man weitere Erneuerungen vor. Auf sie geht das engmaschige Fachwerk des nordseitigen Giebel zurück. Ebenso entstand das Erdgeschoss der Nordseite erst im 20. Jahrhundert.
Im Inneren dominiert der das gesamte Gebäude durchmessende Flur. Hier waren einst figürliche Malereien zu finden. Im Westen des Hauses war ursprünglich der Stall zu finden, an den sich eine Kammer anschloss. Die Stube war zum Dorfplatz hin ausgerichtet. Der Backofen war unter dem Treppenpodest zu finden. Im Obergeschoss weisen eine Wandvertäfelung und die mächtigen Balkenbohlendecken auf die Funktion der Räume hier hin. Zur Südseite waren zwei repräsentative Stuben untergebracht.